# Mega (sitio web)
Mega (estilizado como MEGA) es un sitio web de almacenamiento, y sucesor del servicio de archivos en la nube Megaupload y Megavideo. El sitio web se lanzó el 19 de enero de 2013 a las 03:48 hora neozelandesa (UTC+12) para coincidir con el primer aniversario del cierre de Megaupload por el FBI. Según su fundador, Kim Dotcom, Mega es más rápido, más grande y mejor que su predecesor. Sin embargo Kim terminó desligándose de la compañía que fundó y advirtió a los usuarios no confiar en esta, cuyo dueño es ahora el gobierno neozelandés.
Sus principales competidores son los servicios de alojamiento de archivos: MediaFire, ADrive, Dropbox, Google Drive y OneDrive, que utilizan el mismo cifrado de datos.
Después de que Gabón negara a la nueva empresa el nombre de dominio me.ga, Dotcom anunció que en su lugar se registrarían en su hogar adoptivo de Nueva Zelanda, dejando al sitio web fuera de la jurisdicción y alcance de los Estados Unidos, con lo que finalmente el nombre de dominio es mega.nz.
A inicios del 2016 se cambiaron las políticas de descarga ya sea desde la nube o desde enlaces externos lo que las limita a solo 1GB (para Latinoamérica) o 5GB (resto del mundo) cada 6 horas.

## Historia
Mega fue lanzado el 19 de enero de 2013 a las 03:48 hora local (UTC+12) por Jimmy como estaba previsto. Kim Dotcom informó en Twitter que más de 250.000 usuarios se registraron en sus primeras horas de haberlo lanzado, especulando que ese pudo haber sido el inicio más rápido de un sitio web en toda la historia de Internet. Los usuarios que se pudieron registrar, comentaron que el servicio era lento debido al gran flujo de usuarios. A pesar de que el lanzamiento de MEGA fue casi un éxito, no todos pudieron disfrutar del sitio a causa de lo anteriormente dicho. Como la sobrecarga era imparable, mientras esto ocurría, los funcionarios del sitio celebraron su inauguración con una fiesta privada en la mansión alquilada de Kimble.
En 2015 Dotcom anunció que ya no guardaba ningún tipo de relación con MEGA ni en el aspecto administrativo ni como accionista. Según sus palabras, la empresa actualmente se encuentra en manos de un magnate de origen Chino que se hizo de un gran volumen de la compañía a través de una compra hostil de un gran volumen de acciones. Dotcom afirmó que este hombre es un criminal buscado en China por fraude y advirtió a todos los usuarios "No confíes en Mega".
En abril de 2016 los comentarios negativos de Dotcom sobre el servicio continuaron. Y esta vez, auguraba un posible cierre de la empresa y recomendaba a los usuarios realizar respaldos de sus ficheros. Desde Mega salieron rápidamente para desmentir todos los comentarios por él vertidos.

### Sede en Nueva Zelanda
Una de las muchas razones por las que MEGA ha elegido como su «hogar» a Nueva Zelanda se debe a que Kim Dotcom vive actualmente en ese país con su esposa y sus cinco hijos. Su arresto en enero de 2012 en Nueva Zelanda detuvo gran parte del desarrollo del sitio —en cuya página, en la parte inferior izquierda, está escrito: "Hecho en Nueva Zelanda"—, pero al mes siguiente fue puesto en libertad bajo fianza.

### Tráfico
MEGA tuvo inmediatamente un gran tráfico —gracias a los cibernautas de España, Perú, seguidos por los de Brasil, Francia, Países Bajos y Nueva Zelanda—, que a la semana le permitió pasar del puesto de Alexa 30 776 (19 de enero, cuando empezó a funcionar) al 4241.

### Situación actual
Kim Dotcom ha declarado en una entrevista que ya no está involucrado en Mega. Mega, el que iba a ser el servicio que salvaría a internet de las grandes potencias, en palabras de su fundador, parece que no va a ser la utopía que muchos estaban esperando, o al menos, ya no lo va a ser tanto. Resulta que en una entrevista a Slashdot, el propio fundador de Megaupload y después de Mega, Kim Dotcom, ha renegado del servicio, llegando incluso a indicar: «que no nos fiemos de Mega».
En este sentido, el magnate del servicio de almacenamiento de archivos (vídeo, mensajería, etc) ha dejado bien claro que ya no está involucrado en Mega, ni tampoco está relacionado con la parte administrativa o como miembro del consejo. El polémico fundador de Mega, ha abandonado el barco, ahora en manos de un magnate chino, que resulta que se ha hecho con un gran volumen de la compañía a través de una compra hostil de un gran volumen de acciones, y que por cierto, está en busca y captura en China por fraude.
Si bien durante los primeros días después del nacimiento de Mega el tráfico fue muy alto debido a la gran expectación que se creó, en las semanas posteriores este interés ha ido decayendo. Según se ha anunciado en algunos medios se habla de un 50% menos de tráfico.
De la gente encuestada solo un 16% optaría por una cuenta de pago. Esta repentina pérdida de interés se atribuye principalmente a la poca innovación que añade Mega al resto de servicios de almacenamiento en línea y a las falsas expectativas generadas por los internautas pensando que asistirían al nacimiento de un Megaupload renovado.
A inicios del 2016 luego de cambio de dueños a manos de empresarios chinos se cambiaron las políticas de descargas limitando así el ancho de banda descargado por día a solo 1GB, lo que generó el descontento de los usuarios al no poder descargar sus archivos en la nube a menos que contaran con una cuenta premium.

## Diferencias respecto de Megaupload
- Anteriormente, los usuarios tenían que esperar 45 segundos antes de poder descargar un archivo. Esto fue eliminado en Mega.
- Los usuarios gratuitos reciben 50 GB de espacio de almacenamiento[17] (que posteriormente pasaron a ser 15 GB de almacenamiento base, y que más tarde pasaron a ser 35GB de almacenamiento gratuito. En 2021 una cuenta gratuita dispone de 20 GB de almacenamiento).
- El total de ancho de banda estará limitado, de 1 a 8 TB al mes por cuenta de pago. El ancho de banda de la cuenta gratuita es de solo 3GB de descarga al día, a razón de 1.5GB cada 12 horas.

### Cifrado de datos
Dotcom ha dicho que los datos sobre el servicio de Mega son cifrados con el algoritmo AES. Como resultado, los hackers no podrán acceder a ellos sin la clave de cifrado, que Mega no conocerá, por lo que no puede revisar el archivo ni ser responsable de su contenido. El equipo de Mega ha indicado también que algunas empresas, tales como estudios de cine, tendrán acceso directo para eliminar los archivos que atentan contra su material protegido con derechos de autor. Dotcom ha declarado que si estas empresas quieren utilizar esa herramienta, antes de recibir el acceso, deberán firmar para no demandar a Mega ni hacerlo responsable por las acciones de sus usuarios.

### Críticas
Los expertos en criptografía han identificado como alo que varios problemas de seguridad en el sistema, como el hecho de que el código que cifra los ficheros se descargue al navegador del usuario y, por lo tanto, pueda ser alterado por Mega o un tercero que pudiera interceptar la comunicación SSL sin que el usuario lo conozca. También se ha criticado que el generador de números pseudoaleatorios de JavaScript utilizado para generar la clave RSA no es lo suficientemente aleatorio.
El investigador Steve «Sc00bz» Thomas ha publicado una utilidad llamada MegaCracker, capaz de extraer contraseñas débiles a partir del e-mail de confirmación que Mega envía a sus usuarios cuando se crea una cuenta. Según parece, el enlace incluido en los correos de confirmación de Mega no sólo incluye el hash de la contraseña del usuario sino también otros datos sensibles como la clave maestra, que se envía cifrada con la contraseña del usuario. Lo que hace MegaCracker es aislar el hash de la contraseña y tratar de adivinar el texto que se utilizó para generarla. Una vez que averigua esa contraseña —si lo consigue porque no siempre es posible— no tiene más que utilizarla para descifrar la clave maestra y, por tanto, conseguir acceso total a los ficheros almacenados por el usuario en Mega.
Mega reaccionó el 22 de enero de 2013 con comunicado en su blog donde reconocía buena parte de los problemas e indicaba las medidas que iba a tomar para solucionar algunos de ellos. Por otro lado, Kim Dotcom ha lanzado un reto con una recompensa de 10.000 euros para quien consiga romper la seguridad del sistema de Mega.